# Зоран Шапурич
Зо̀ран Ша̀пурич (на сръбски: Зоран Шапурић; на македонска литературна норма: Зоран Шапуриќ) е политик от Северна Македония.

## Биография
Роден е на 10 юни 1958 година в град Ниш, Сърбия. Завършва през 1982 година Юридическия факултет на Скопския университет. През 1999 година завършва магистратура там. В периода 1983-1985 работи в Конституционния съд на Северна Македония. Между 1991 и 1995 е председател на Събранието на Община Кисела вода. Депутат е в Събранието на републиката между 1994 и 1998 година. В периода 2004-2006 е министър на околната среда и планирането.